# Onoda Masahito
Onoda Masahito (sinh ngày 4 tháng 5 năm 1996) là một cầu thủ bóng đá người Nhật Bản.

## Sự nghiệp câu lạc bộ
Onoda Masahito hiện đang chơi cho Shonan Bellmare.